# Dragan Lukić
Pour les articles homonymes, voir Lukić.
Dragan Lukić (en serbe cyrillique : Драган Лукић ; né le 30 novembre 1928 à Belgrade et mort le 1er janvier 2006 à Belgrade) était un écrivain serbe pour les enfants.

## Biographie
Dragan Lukić est né à Belgrade. Sa mère se prénommait Tomanija et son père, Aleksandar, était un homme de presse. Très jeune, Dragan acquit une prédilection pour les livres.
En 1946, Dragan Lukić commença à publier et, pendant les années 1950, il devint un poète connu pour ses écrits pour les enfants. En 1952, il publia son premier livre de poèmes illustrés La grande Course (Велика трка) et Des animaux comme joueurs de football (Звери као футбалери).
En 1954, Dragan Lukić paracheva ses études de littérature à la Faculté de philologie de l'Université de Belgrade puis il travailla comme lecteur de littérature enfantine. Au bout de huit ans, il commença à éditer des ouvrages pour les enfants, en tant que rédacteur en chef des programmes sur les enfants de Radio Belgrade, où il resta jusqu'à sa retraite.

## Œuvres
Dragan Lukić a écrit des poèmes, des romans, des nouvelles et des textes dramatiques, tout en théorisant la littérature. Il fut le rédacteur en chef du magazine Zmaj. Il participa régulièrement aux plus importantes manifestations organisées en Yougoslavie pour les enfants. Il avait comme collaborateurs principaux, parmi d'autres, Desanka Maksimović, Branko Ćopić, Duško Radović, Arsen Diklić, Ljubivoje Ršumović (en), Pero Zubac ou encore Dobrica Erić. Il a, en tout, publié une centaine de livres.
De 1993 à sa mort, il a été le président honoraire des Jeux de Zmaj pour les enfants.